# 肉桂基氯
肉桂基氯是一种有机化合物，化学式为C9H9Cl。它可由肉桂醇和氯化亚砜或乙酰氯反应制得。它和六甲基二锗在Pd2(dba)3催化下反应，得到肉桂基三甲基锗。它和三甲基氰硅烷在铜化合物催化下反应，可以得到4-苯基-3-丁烯腈。